# الانتخابات الفيدرالية لألمانيا الغربية 1980
تم إقامة الانتخابات الفدرالية في ألمانيا الغربية في 5 أكتوبر 1980 وذلك لانتخاب أعضاء البوندستاغ التاسع. على الرغم من أن ائتلاف CDU/CSU حافظ على كونه صاحب أكبر كتلة في البرلمان، إلا أن هلموت شميت من الحزب الديمقراطي الاجتماعي حافظ على منصب المستشار.